# … And Out Come the Wolves
… And Out Come the Wolves ist ein Musikalbum der US-amerikanischen Punkband Rancid, das im Oktober 1995 veröffentlicht wurde. Das Album wurde kurz nach dem Durchbruch der Band The Offspring veröffentlicht und machte Rancid zum Ziel von Abwerbungsversuchen großer Plattenfirmen. Letztlich blieb die Band aber bei ihrem unabhängigen Label Epitaph Records.

## Stil
...And Out Come the Wolves bringt mehrere stilistische Veränderungen mit sich und gilt bis heute als die Quintessenz des musikalischen Stils von Rancid, welchen die Band auf folgenden Alben mal experimenteller (Life Won't Wait, 1998), mal härter (Rancid, 2000) interpretiert. Die Songs sind langsamer als auf den ersten beiden Alben der Band; erstmals nutzt die Band die seit Let's Go vorhandene zweite Gitarre für differenziertere Arrangements. Bassist Matt Freeman singt erstmals keine Hauptstimme, stattdessen steht der Gesang von Lars Frederiksen gleichberechtigt neben dem von Tim Armstrong. Am auffälligsten ist jedoch die Verbindung von Ska und Punkrock in mehreren Stücken des Albums, welche einen Rückgriff auf Freemans und Armstrongs frühere Band Operation Ivy bedeutet, die für diese Verbindung nachhaltig prägnant war. Freemans für Punkrock ungewohnt filigranes Bassspiel nimmt ferner einen noch größeren Stellenwert ein, sodass das Basssolo in Maxwell Murder zu den bekanntesten im Punkrock zählt.

## Titelliste
Alle Titel wurden von Armstrong, Frederiksen und Freeman geschrieben, soweit nicht anders angegeben.
1. Maxwell Murder
2. The 11th Hour (Armstrong/Dinn/Frederiksen/Freeman)
3. Roots Radicals
4. Time Bomb
5. Olympia WA.
6. Lock, Step & Gone
7. Junkie Man
8. Listed M. I. A.
9. Ruby Soho
10. Daly City Train
11. Journey to the End of the East Bay
12. She’s Automatic
13. Old Friend
14. Disorder and Disarray
15. The Wars End
16. You Don’t Care Nothin'
17. As Wicked
18. Avenues & Alleyways
19. The Way I Feel

## Rezeption
In der Rezension des Rock-Hard-Magazins wurde das Album als "geile Scheibe, die alles bietet, was das Remember 77-Herz begehrt" bezeichnet und zudem das "versteckte[m] Hitpotential" gewürdigt. Der Rezensent verwies auch auf Parellelen zu Operation Ivy und The Clash. Im von der Redaktion des Rock Hard herausgegebenen Buch Best of Rock and Metal – Die 500 stärksten Scheiben aller Zeiten ist das Album auf Platz 368 gelistet.
In der auf der Internetseite von BuzzFeed veröffentlichten Liste 36 Pop Punk Albums You Need To Hear Before You F----ing Die ist ...And Out Come the Wolves auf Platz 14 vertreten.
Die Betreiber der Internetseite von AllMusic vergaben für das Album fünf von fünf möglichen Sternen, die Benutzerbewertung liegt bei 4,5 Sternen, errechnet aus 676 Rezeptionen.
Auf Rate Your Music ist das Album inkl. der Neuveröffentlichungen mit 3,69 von 5 möglichen Punkten bewertet, verteilt auf 2846 Kritiken.
Die Gesamtbewertung aller Ausgaben auf Discogs liegt, gemessen an 1415 Kritiken, bei durchschnittlich 4,54 von 5 Punkten.
Im New Noise Magazine wurde die Platte anlässlich des 25. Jahrestages der Erstveröffentlichung als “iconic album” (deutsch: „ikonisches Album“) und “one of the most influential to come out of the 90s punk rock scene” (deutsch: „eines der einflussreichsten in der Punkrockszene in den 90er Jahren erschienen“) bezeichnet.

## Trivia
Das Lied Ruby Soho ist seit dem 5. September 2021 Einzugsmusik der US-amerikanischen Wrestlerin Dori Elizabeth Prange, die mit dem gleichen Namen wie das Lied bei All Elite Wrestling unter Vertrag steht. Dabei hat Rancid-Sänger Lars Frederiksen selbst den Anstoß dazu gegeben. Als Prange, die großer Rancid-Fan ist, am 18. Juni 2021 bei seinem Podcast Wrestling Perspective zu Gast war, erklärte sie, dass sie mit ihrem alten WWE-Namen Ruby Riott (das Lied war die Inspiration zum Vornamen) aufgrund rechtlicher Umstände nicht mehr auftreten darf. Daher machte Frederiksen aus eigenem Antrieb den Vorschlag, ihren Wrestlingnamen in Ruby Soho zu ändern und es ihr rechtlich möglich zu machen, das Lied zu ihrer Einzugsmusik zu machen, was sie hinterher dann auch tat.

## Chartplatzierungen
Billboard-Albumcharts (USA)
1995: The Billboard 200: Platz 45
Billboard Modern Rock Tracks Charts (USA)
1995: Roots Radicals : Platz 27
1995: Time Bomb : Platz 8
1996: Ruby Soho : Platz 13